# David Borski
David Borski (Amsterdam, 11 september 1793 - Amsterdam, 22 april 1870) was een Amsterdams koopman en politicus.
David Borski werd in 1793 geboren als zoon van de makelaar en koopman Willem Borski en zijn vrouw Johanna Borski-van de Velde. Hij werd vernoemd naar zijn grootvader David Borski, die uit Rusland naar Amsterdam was gekomen en zich had gevestigd als makelaar. Net als zijn voorouders ging hij de handel in. Hij werd lid van de handelsfirma Buijs, De Bordes en Jordan in Amsterdam. Ook was hij lid van de raad van commissarissen van diverse bedrijven de West-Indische Maatschappij, Hollandsche IJzeren Spoorweg-Maatschappij, Oostersche Handel en Reederij en het Amsterdamsch Entrepôtdok. In 1816 trouwde hij te Amsterdam met Anna Jacoba Insinger, wier broer Albrecht Frederik Insinger ook van 1849 tot 1859 lid was van de Eerste Kamer - tegelijk met Borski.
Vanaf 1830 was hij lid van de Amsterdamse Kamer van Koophandel. Van 1846 tot 1849 was hij lid van de Tweede Kamer der Staten-Generaal, tijdens de behandeling van de grondwetsherziening van 1848. Hij behoorde toen tot de moderaten, en bestreed meerdere onderdelen van de grondwetsherziening. Hij stemde uiteindelijk tegen hoofdstuk X, over het onderwijs en de armenzorg, en de additionele artikelen.
Op 13 februari 1849 verruilde hij de Tweede voor de Eerste Kamer der Staten-Generaal, waar hij tien jaar (tot 1860) lid zou zijn, maar slechts weinig het woord voerde. Wanneer hij dat deed, was dat meestal over economische onderwerpen zoals handelszaken en financiën. Hij was geregeld voorzitter van een van de afdelingen van de Kamer, en behoorde tot het antirevolutionaire (conservatief-protestantse) kamp. In 1850 was hij lid van de Staatscommissie jaarlijks onderzoek koloniale financiën. In 1860 behoorde hij tot de 20 leden die tegen de verworpen ontwerp-wet over aanleg en exploitatie van de Noorder- en Zuiderspoorwegen stemde.
Borski is benoemd tot Ridder in de Orde van de Nederlandse Leeuw.

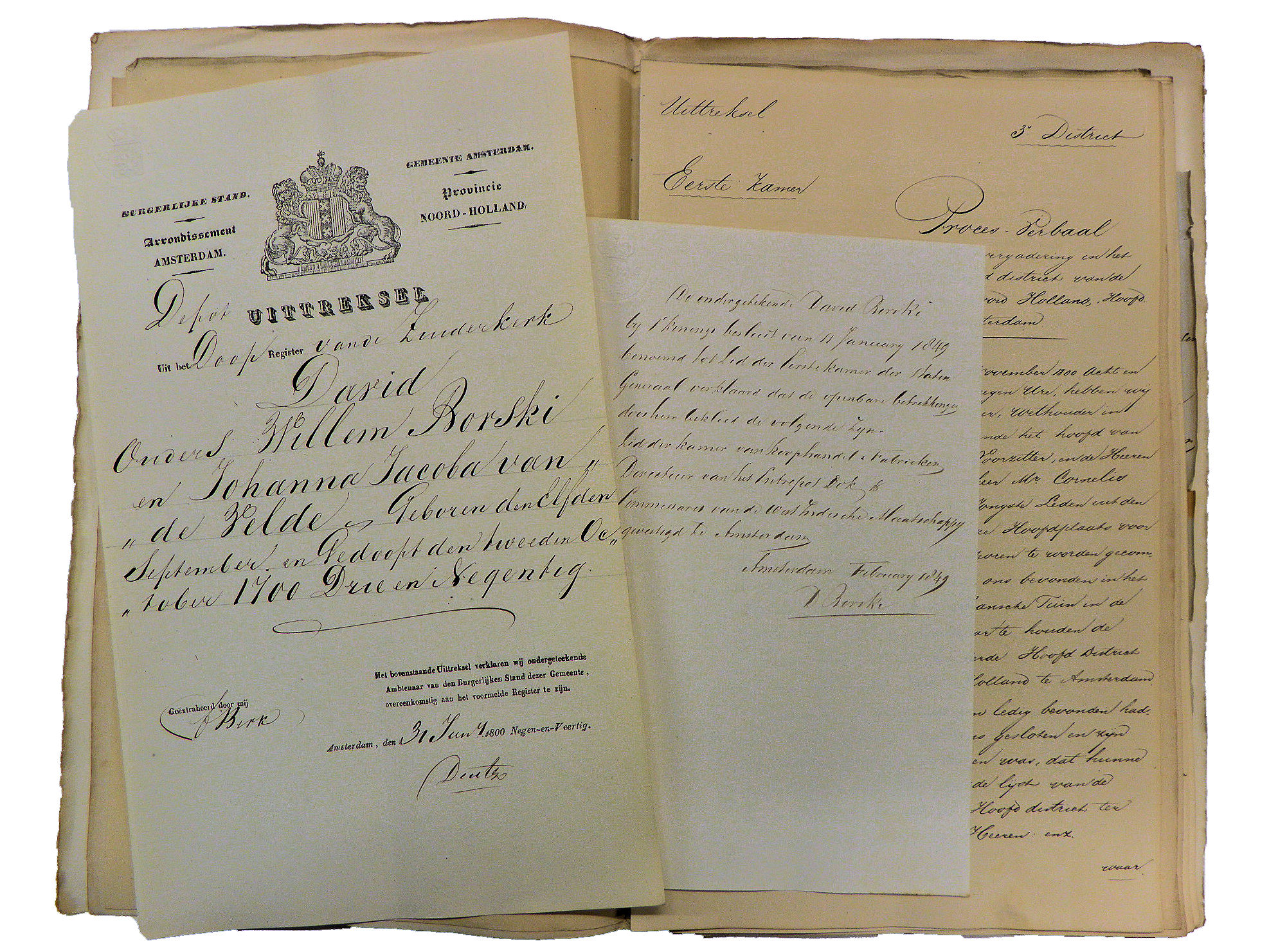
Dossier met de geloofsbrieven van David Borski